# Циркус Максимус
Циркус Максимус (на латински: Circus Maximus - Най-голямата арена, на италиански: Circo Massimo) е древен хиподрум в Рим.
Разположена е в долината между хълмовете Авентин и Палатин. Мястото е използвано за обществени игри от етруските крале на Рим. Първите игри се провеждат по времето на Тарквиний Приск, първият етруски управник на Рим. По-късно Циркусът е бил място за игри и фестивали, повлияни от гърците през 2 век пр.н.е.. За да удовлетвори изискванията на римляните за масови забавления, Юлий Цезар разширява Циркуса около 50 пр.н.е., след което пистата става с дължина приблизително 600 метра и 225 метра ширина и е побирал около 250 000 зрители (много повече, разбира се, са можели да гледат игрите правостоящи или застанали на съседните хълмове).
През 81 г. Сенатът построява тройна арка в чест на Тит в източния край (да не се бърка с Арката на Тит на Виа Сакра на другия край на хълма Палатин).
Император Домициан свързва новия си дворец на хълма Палатин с Циркуса, за да може по-лесно да наблюдава надбягванията. Император Траян по-късно добавя още 5000 места и уголемява императорската ложа, за да се вижда императора по-добре от публиката.
Най-важното събитие в Циркуса е било надбягването с колесници. Пистата е можела да побере 12 колесници, като двете страни на пистата са били разделени с ивица, наречена спина, разположена под лек диагонал. По нея се намирали статуи на различни богове, а Октавиан Август издига египетски обелиск. На двата края на спината е било мястото за обръщане, meta, около което колесниците правели опасни завои. На спината е имало подвижни метални делфини, които се навеждали надолу, за да отбележат поредната обиколка. По време на състезанието само една от дванайсетте колесници е стигала до финала; другите се повреждали, разбивали са се в стените или помежду си. Поради това е имало специално назначени хора, които да отстраняват разбитите колесници, развързаните коне и наранените или мъртви състезатели. В началото на пистата е имало специално удължение, на което се нареждали колесниците, за да започнат състезанието. Имало е стартови вратички или карцерес, които задържали състезателите, за да стартират едновременно. По време на състезанието подкупването на съдията, за да промени старта, е било честа практика. Цялото състезание е било около шест километра.
В настоящето от Циркуса е останало много малко с изключение на покритата с трева писта и спината. Някои от стартовите вратички са оцелели, но повечето от зрителските места ги няма. Материалът без съмнение е използван за построяването други сгради в средновековен Рим.
Обелискът е преместен през 16 век от папа Сикст V и поставен на площад Пиаца дел Пополо. Разкопките започват през 19 век, последвани от частична реставрация, но все още има много неща под земята, които още не са открити.
Циркус Максимус има честта да е първата и най-голяма арена в Рим.
Циркусът продължава да е център за забавления на римляните. Разположен в центъра на Рим, често се използва за концерти и събирания. За отпразнуването на Световната титла по футбол тук се събират 700 000 души.